# Baiburte (província)
Baiburte (em turco: Bayburt) é uma província (iller) do nordeste da Turquia, situada na região (bölge) do Mar Negro (em turco: Karadeniz Bölgesi), com capital na cidade homónima. Tem 3 652 km² de área e em 2020 tinha 78 550 habitantes.